# Сероглазово (станция)
Серогла́зово — железнодорожная станция Астраханского региона Приволжской железной дороги. Открыта в 1907 году. Названа по одноимённому селу, расположенному вблизи станции.

## История
В дореволюционный период вблизи станции, в селе Княжом, в 4 километрах от Сероглазова активно развивалось скотоводство, а также разведение дынь-канталуп. Было развито рыболовство. Ежегодно со станции отправлялось около 160 тонн рыбы. 
До революции вблизи располагались кочевья хошеутовских калмыков.
Станция являлась разъездом на котором скрещивались встречные поезда. В 1985 году на участке Верхний Баскунчак — Кутум был проложен второй путь, скорые поезда перестали.
Мезолитические памятники ХIХ тысячелетия до нашей эры, найденные у станции дали название сероглазовской культуре.

## Деятельность
На станции производится круглогодичные пассажирские операции (остановка пассажирских поездов, продажа билетов).  Останавливаются 5-6 пар пассажирских поездов. 
Грузовая работа сезонная, производится лишь в период вывоза аграрной продукции плодоовощных хозяйств.

## Дальнее сообщение
| № поезда | Маршрут движения    | № поезда | Маршрут движения    |
| -------- | ------------------- | -------- | ------------------- |
| 301      | Грозный — Волгоград | 302      | Волгоград — Грозный |